# Укрепление Ташу-Хаджи
Укрепление Ташу-Хаджи — военное укрепление Северо-Кавказского имамата, в составе Ауховского наибства, при урочище Ахмат-Тала на правом берегу реки Аксай. Основано имамом Чечни Ташу-Хаджи Эндереевским или Саясановским.

## История
В этом небольшом укреплении Ташу-Хаджи поселился с несколькими десятками мюридов самых верных и отчаянных сподвижников своих. Долговременная борьба горцев с русскими войсками, конечно научила чеченцев не слишком полагаться на силу искусственных укреплений, а преимущественно пользоваться превосходством своим в нападениях среди густых лесов и растянутых по узким дорогам русских колонн. Поэтому Ташав-Хаджи, без сомнения, заперся в своем укреплении вовсе не с тем, чтобы выдержать в нем решительное нападение русского отряда: ему нужно было убежище или опорный пункт, из которого мог бы он угрожать окрестному населению, покорному России, и делать набеги на саму линию, в случае же движения русских войск в Ичкерию, по долинам Аксая или Ямансу, укрепление это оставалось бы на их фланге и служило бы сборным пунктом, к которому стекались бы мгновенно тысячи горцев.
10 мая 1839 года при взятии укрепления Ташев-Хаджи участвовал будущий военный министр Российской империи Дмитрий Милютин, где был ранен пулей навылет в правое плечо с повреждением кости, но остался в строю.

## Описание

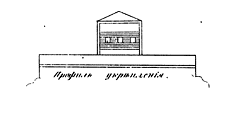
Профиль укрепления. Рисунок Д. А. Милютина

Укрепление построено было на возвышенном холме, между двумя глубокими и лесистыми оврагами или балками, в расстоянии около полутора версты от реки Аксая. Оно состояло из квадратного редута среди которого возвышалась бревенчатая башня, служившая жильем и редутом. Наружная ограда была устроена из двух бревенчатых стен, между которыми насыпан земля. Выход с западной стороны был обороняем также небольшою башнею. На ружейный выстрел кругом этого укрепления лес был вырублен. Из огромных деревьев и пней устроены были в несколько рядов завалы, преграждавшие все подступы, особенно поперек самой дороги, ведущей от реки Аксай мимо укрепления к селению Балансу (на Ярыксу).